# MDB-шина
Шина MultiDrop, MDB (сокр. от англ. Multi-Drop Bus) — компьютерная шина, в которой все устройства подключены к единой линии связи. Арбитраж шины определяет, какое из устройств получает право передачи данных в конкретный момент времени, в то время как остальные участники находятся в режиме приёма.

## Особенности работы
- Общая линия связи: все компоненты шины используют одну электрическую цепь, что упрощает топологию сети, но требует механизма управления коллизиями.
- Арбитраж доступа: для предотвращения конфликтов при одновременной передаче данных применяется алгоритм арбитража. Он назначает приоритеты устройствам или использует детектирование занятости линии.
- Режим приёма/передачи: устройства, не получившие право передачи, находятся в режиме приёма передаваемых по шине адресованных им данных.

MDB применяется в промышленных и встраиваемых системах, например, в платежных терминалах, торговых автоматах и IoT-устройствах.

### MDB в вендинговых автоматах
В вендинговых автоматах используется шина MDB/ICP (англ.), ранее называвшаяся просто «MultiDrop», по которой контроллер обмениваются данными с компонентами, такими как приёмники денежных средств. Обмен данными происходит на скорости 9600 бод. Сигналы шины соответствуют уровню TTL, однако рекомендуется использовать оптронную развязку для повышения надёжности.
Физически все компоненты подключаются по одному проводу. Обычно устройство или его кабель имеют два разъема, что позволяет подключать его в разрыв шины (то есть последовательно) и увеличивать количество устройств. Для передачи данных используются два проводника (линии): RX (приём) и TX (передача), а также общий провод и отдельное питание (+34 Вольта, сглаженное) с его общим проводом, который может быть соединен с сигнальным общим проводом. Некоторые устройства поддерживают использование несглаженного выпрямленного пульсирующего напряжения 24 вольта, из которого в устройстве генерируется 34 Вольта с помощью сглаживающих конденсаторов.

### Адресация устройств
Поскольку линии шины используются всеми устройствами, вендинговый автомат использует адресацию для определения каждого устройства в сети. В соответствии с современным стандартом версии 3.0, доступны следующие устройства по следующим адресам:
| Адрес           | Назначение                                                                                                  |
| --------------- | --- |
| 00000xxxB (00H) | Зарезервировано для VMC[что?]                                                                               |
| 00001xxxB (08H) | Монетоприёмник (Changer)                                                                                    |
| 00010xxxB (10H) | Беспроводное устройство #1 (Cashless Device #1)                                                             |
| 00011xxxB (18H) | Шлюз связи (Communications Gateway)                                                                         |
| 00100xxxB (20H) | Дисплей (Display)                                                                                           |
| 00101xxxB (28H) | Система управления энергией (Energy Management System)                                                      |
| 00110xxxB (30H) | Купюроприёмник (Bill Validator)                                                                             |
| 00111xxxB (38H) | Зарезервировано для будущих периферийных устройств                                                          |
| 01000xxxB (40H) | Универсальное спутниковое устройство #1 (Universal Satellite Device #1)                                     |
| 01001xxxB (48H) | Универсальное спутниковое устройство #2 (Universal Satellite Device #2)                                     |
| 01010xxxB (50H) | Универсальное спутниковое устройство #3 (Universal Satellite Device #3)                                     |
| 01011xxxB (58H) | Монетный бункер или трубка для монет (Coin Hopper or Tube - Dispenser)                                      |
| 01100xxxB (60H) | Беспроводное устройство #2 (Cashless Device #2)                                                             |
| 01101xxxB (68H) | Зарезервировано для будущих периферийных устройств                                                          |
| 11011xxxB (D8H) | Зарезервировано для будущих периферийных устройств                                                          |
| 11100xxxB (E0H) | Экспериментальное периферийное устройство #1 (Experimental Peripheral #1)                                   |
| 11101xxxB (E8H) | Экспериментальное периферийное устройство #2 (Experimental Peripheral #2)                                   |
| 11110xxxB (F0H) | Специфическое периферийное устройство для вендингового автомата #1 (Vending Machine Specific Peripheral #1) |
| 11111xxxB (F8H) | Специфическое периферийное устройство для вендингового автомата #2 (Vending Machine Specific Peripheral #2) |